# Sven Danielson
Sven Gunnar Danielson, född 2 november 1923 i Stockholm, död 3 april 2018 i Stockholm, var en svensk arkitekt. 
Danielson var son till folkskollärare Albin Danielson och Ebba Danielson, avlade studentexamen 1942 och utexaminerades från Kungliga Tekniska högskolan 1950. Han var assistent vid Kungliga Tekniska högskolan 1950–1957, anställd vid Vattenfallsstyrelsen 1950, hos arkitekterna Tore Forsman och Ulf Snellman 1951, vid Byggnadsstyrelsen 1952–1953, vid Statens vattenfallsverk 1953–1966, vid ES Arkitektkontor AB (Enskededalens sjukhus) i Stockholm från 1966 och var senare innehavare av Sven Danielson Arkitektkontor AB. Han har bland annat ritat Vattenfalls tidigare huvudkontor i Råcksta.